# Imam-Hossein-Universität
Die Imam-Hossein-Universität (persisch دانشگاه امام حسین Dāneshgāh-e Emām Hossein) ist eine Universität im nordöstlichen Teheran. Sie ist mit rund 6.000 Studierenden eine der größten und renommiertesten iranischen Universitäten. Sie ist militärisch organisiert und die akademische Ausbildungsstätte der Revolutionsgarden und des iranischen Geheimdiensts.

## Geschichte
Die Hochschule wurde im Jahr 1986 als Imam Hossein Hochschule durch das Iranische Ministerium für Wissenschaft, Forschung und Technologie gegründet. Sie wurde nach al-Husain ibn ʿAlī, einem Enkel des islamischen Propheten Mohammed, benannt.
Bei Gründung hatte sie die Fakultäten Ingenieurwesen, Wissenschaft und Sozialwissenschaft. 1987 wurde die Universität um die Fakultät für Medizinische Wissenschaft ergänzt. Diese wurde 1994 abgetrennt und als Teil der Baqiyatallah Medizinische Wissenschaften-Universität eingerichtet.
Wissenschaftler, Labore und Projekte der Abteilung für Atomphysik arbeiten wahrscheinlich auch am iranischen Atomprogramm. Der im November 2020 ermordete Physiker Mohsen Fachrisadeh war Professor an der Imam Hossein Universität.

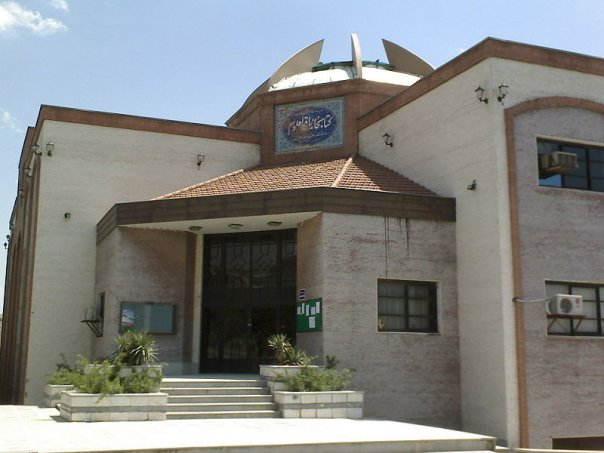
Universitätsbibliothek

## Fakultäten
- Fakultät für Ingenieurwesen (Maschinenbau, Bauingenieurwesen, Elektrotechnik, Technische Informatik, Wirtschaftsingenieurwesen, Chemieingenieurwesen und Raumfahrtingenieurwesen)
- Fakultät für Wissenschaft (Physik, Chemie und Mathematik)
- Fakultät für Sozialwissenschaft (Unternehmensführung, Wirtschaftswissenschaft, Informationstechnik-Management)